# Pulau Pagerungan-besar
Pulau Pagerungan-besar är en ö i Indonesien.   Den ligger i provinsen Jawa Timur, i den västra delen av landet, 1 000 km öster om huvudstaden Jakarta. Arean är 3,9 kvadratkilometer.
Terrängen på Pulau Pagerungan-besar är mycket platt. Öns högsta punkt är 9 meter över havet. Den sträcker sig 1,6 kilometer i nord-sydlig riktning, och 4,0 kilometer i öst-västlig riktning.